# Lee Strasberg
Lee Strasberg (født Israel Strasberg, 17. november 1901, død 17. februar 1982) var en polsk født amerikansk skuespiller, instruktør og teaterpraktiker. Han blev født i Budzanów Galicien i det daværende Kongeriget Galicien og Lodomerien under det Østrig-Ungarske Kejserrige (i dag Budaniv i Ukraine). Han grundlagde sammen med instruktørerne Harold Clurman og Cheryl Crawford, The Group Theater i 1931, som blev hyldet som "Amerikas første sande teatralske kollektive". I 1951 blev han direktør for den almennyttige Actors Studio i New York, der betragtes som "nationens mest prestigefyldte skuespillerskole", og i 1966, var involveret i skabelsen af Actors Studio West i Los Angeles.
Selv om andre højt respekterede lærere også udviklede "Metoden", anses Strasberg ofte for "far til metodeskuespil i Amerika", ifølge forfatter Mel Gussow, og fra 1920'erne til sin død i 1982 "revolutionerede han skuespillekunsten ved at have en stor indflydelse på præstation i amerikansk teater og film". Fra sin base i New York uddannede han flere generationer teater- og filmskuespillere, herunder Anne Bancroft, Dustin Hoffman, Montgomery Clift, James Dean, Marilyn Monroe, Jane Fonda, Julie Harris, Paul Newman, Ellen Burstyn, Al Pacino, Geraldine Page, Eli Wallach, og instruktører Frank Perry og Elia Kazan.
I 1970 blev Strasberg blevet mindre involveret i Actors Studio, og med sin tredje kone Anna åbnede Lee Strasberg Theatre and Film Institute med filialer i New York City og Hollywood for at fortsætte med at undervise i 'Systemet' af Konstantin Stanislavskij, som han havde fortolket og udviklet, især i lyset af de ideer, Yevgeny Vakhtangov, til nutidige skuespillere. Instituttets primære mål var at "nå frem til et større publikum af ivrig og fremvoksende talent" end det, der blev betjent af Actors Studio's notorisk selektive optagelsesproces, og som metodens lærere begyndte at anvende deres egne personlige fortolkninger af disciplinen "for at fjerne voksende forvirring og forkert fremstilling af metoden, bevare det, der nu var blevet fundamentale opdagelser i skuespillertræning." Lee Strasberg Theatre and Film Institute har sine egne strenge sæt indgangskriterier, der kræves for optagelse i deres program.
Den tidligere elev Elia Kazan instruerede James Dean i Øst for paradis (1955), for hvilken Kazan og Dean blev nomineret til Oscars. Som studerende skrev Dean, at Actors Studio var "Teaters største skole og det bedste, der kan ske for en skuespiller". Dramatiker Tennessee Williams, forfatter af Omstigning til Paradis, sagde om Strasberg skuespillere, "De spiller indefra og ud. De kommunikerer følelser, de virkelig føler. De giver dig en følelse af liv." Instruktører såsom Sidney Lumet, en tidligere elev, har bevidst benyttet skuespillere trænet i Strasbergs "metode".
Kazan skrev i sin selvbiografi: "Han bar med sig en aura af en profet, en tryllekunstner, en heksedoktor, en psykoanalytiker og en frygtet far til et jødisk hjem .... [han] var den kraft, der holdte den omtrent tredive medlemmer af teatret sammen og gjorde dem permanente. ":61 Ellen Burstyn, Al Pacino og Harvey Keitel leder i dag dette nonprofit-studio dedikeret til udviklingen af skuespillere, dramatikere og instruktører.
Som skuespiller er Strasberg formentlig bedst kendt for sin birolle som gangsteren Hyman Roth sammen med sin tidligere elev Pacino i The Godfather Part II (1974), en rolle han tog på Pacinos opfordring efter at Kazan havde afslået rollen, og som tjente ham en nominering til en Oscar for bedste mandlige birolle. Han optrådte også i Lige for loven (1979).
Strasbergs personlige papirer, herunder billeder, er arkiveret på  Library of Congress.

## Broadway
Note: Alle værker er skuespil og originale produktioner, medmindre andet er noteret
- Four Walls (1927) – skuespiller
- The Vegetable (1929) – instruktør
- Red Rust (1929) – skuespiller
- Green Grow the Lilacs (1931) – skuespiller
- The House of Connelly (1931) – medinstruktør
- 1931 (1931) – instruktør
- Success Story (1932) – instruktør
- Men in White (1933) – instruktør
- Gentlewoman (1934) – instruktør
- Gold Eagle Guy (1934) – director
- Paradise Lost (1935) – produceret af Group Theatre
- Case of Clyde Griffiths (1936) – instruktør, produceret af Group Theatre
- Johnny Johnson (1936) – instruktør, produced by Group Theatre
- Many Mansions (1937) – instruktør
- Golden Boy (1937) – produceret af Group Theatre
- Roosty (1938) – instruktør
- Casey Jones (1938), produceret af Group Theatre
- All the Living (1938) – instruktør
- Dance Night (1938) – instruktør
- Rocket exhibitionn (1938) – produceret af Group Theatre
- The Gentle People (1939) – produceret af Group Theatre
- Awake and Sing! (1939), genopførsel – produceret af Group Theatre
- Summer Night (1939) – instruktør
- Night Music (1940) – produceret af Group Theatre
- The Fifth Column (1940) – instruktør
- Clash by Night (1941) – instruktør
- A Kiss for Cinderella (1942), genopsættelse – instruktør
- R.U.R. (Rossum's Universal Robots) (1942), genopsættelse – instruktør
- Apology (1943) – producer og instruktør
- South Pacific (1943, tilsyneladende ingen relation til Broadway musicalen South Pacific) – instruktør
- Skipper Next to God (1948) – instruktør
- The Big Knife (1949) – instruktør
- The Closing Door (1949) – instruktør
- The Country Girl (1950) – medproducer
- Peer Gynt (1951), revival – instruktør
- Strange Interlude (1963), revival – produced by The Actors Studio – Tony Award nomineret for Best Producer of a Play
- Marathon '33 (1963) – production supervisor
- Three Sisters (1964), genopførsel – instruktør, produceret af Actors Studio

## Filmografi
- Parnell (1937) som Pat[13]
- China Venture (1953) as Patterson[14]
- The Godfather Part II (1974; nomineret, Academy Award Best Actor in a Supporting Role) som Hyman Roth[15]
- The Cassandra Crossing (1977) som Herman Kaplan[15]
- The Last Tenant (1978, tv-film).[15][16]
- ...And Justice for All (1979) som Sam Kirkland[15]
- Boardwalk (1979) som David Rosen[15]
- Going in Style (1979) som Willie[16]
- Skokie (1981, tv-film) som Morton Weisman[16]